# Intercambio colombino

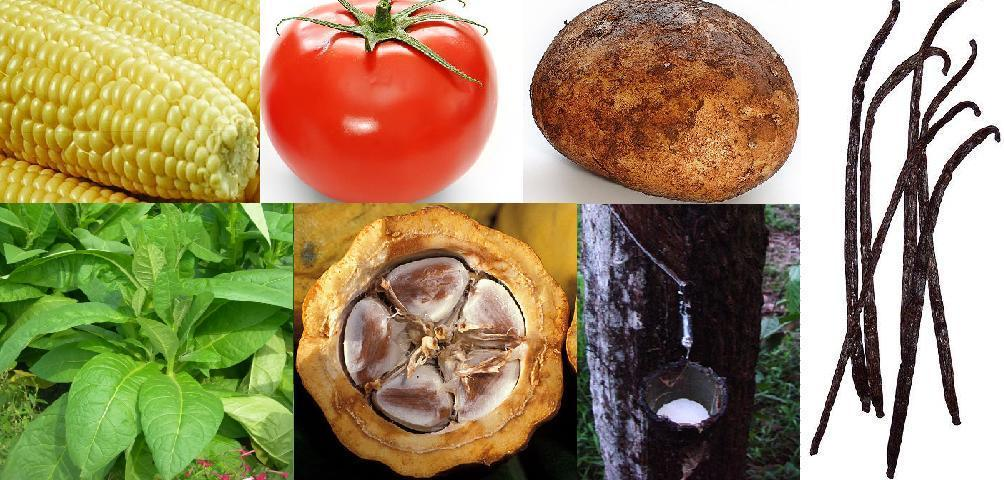
Productos agrícolas propios del Nuevo Mundo: el maíz, el tomate, la patata, el tabaco, el cacao, el caucho y la vainilla.

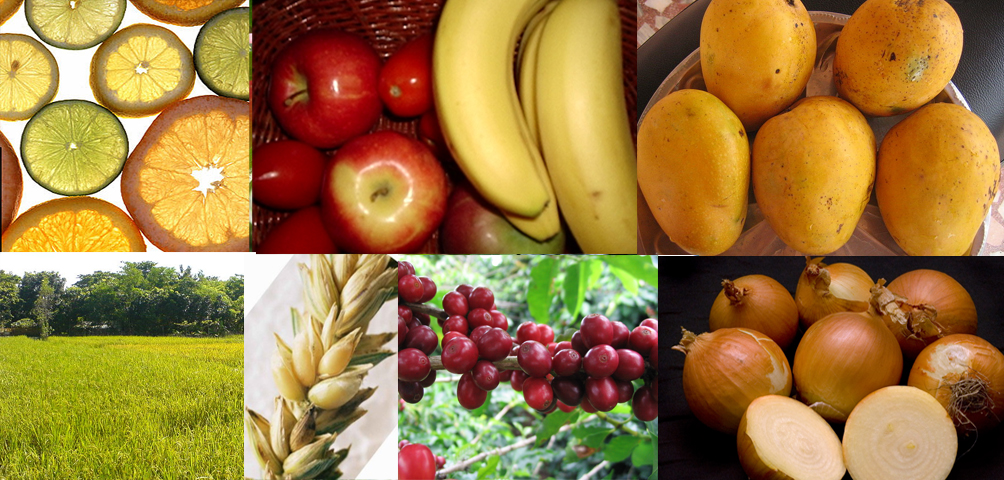
Productos agrícolas propios del Viejo Mundo: los cítricos, la manzana, el plátano, el mango, el arroz, el trigo, el café y la cebolla.

Se denomina intercambio colombino (del inglés, Columbian Exchange) al proceso ocurrido entre los siglos XV y XVI en el cual se transfirieron plantas, animales, culturas, enfermedades y tecnologías del Viejo Mundo (Europa, África y Asia) al Nuevo Mundo (el continente americano) y viceversa a finales del siglo XV y en los siglos siguientes. Este proceso recibe su nombre del descubridor Cristóbal Colón y se relaciona con la colonización europea y el comercio mundial que siguió a su viaje de 1492. Algunos de los intercambios fueron intencionados; otros, accidentales. Las enfermedades contagiosas de origen en el Viejo Mundo provocaron una reducción de entre el 80 y el 95 por ciento en el número de pueblos indígenas de las Américas a partir del siglo XV, siendo la zona más afectada la del Caribe. Las culturas de ambos hemisferios se vieron muy afectadas por la migración de personas (tanto libres como esclavizadas) del Viejo Mundo al Nuevo. Los esclavos africanos y los colonos europeos sustituyeron a las poblaciones indígenas en toda América. El número de esclavos africanos que llegaron al Nuevo Mundo fue mucho mayor que el número de americanos que sufrieron esclavitud en África y que el número de europeos que llegaron al Nuevo Mundo en los tres primeros siglos después de Colón.
Los nuevos contactos entre la población mundial dieron lugar al intercambio de una gran variedad de cultivos y ganado, que favorecieron el aumento de la producción de alimentos y de la población en el Viejo Mundo. Cultivos americanos como el maíz, el aguacate, el cacao, la patata, el tomate, el tabaco, la yuca, el boniato y el chile se convirtieron en cultivos importantes en todo el mundo. El arroz, el trigo, la caña de azúcar y el ganado del Viejo Mundo, entre otros cultivos, adquirieron importancia en el Nuevo Mundo. La plata producida en el continente americano inundó el mundo y se convirtió en el metal estándar utilizado en la acuñación de monedas, especialmente en la China Imperial. 

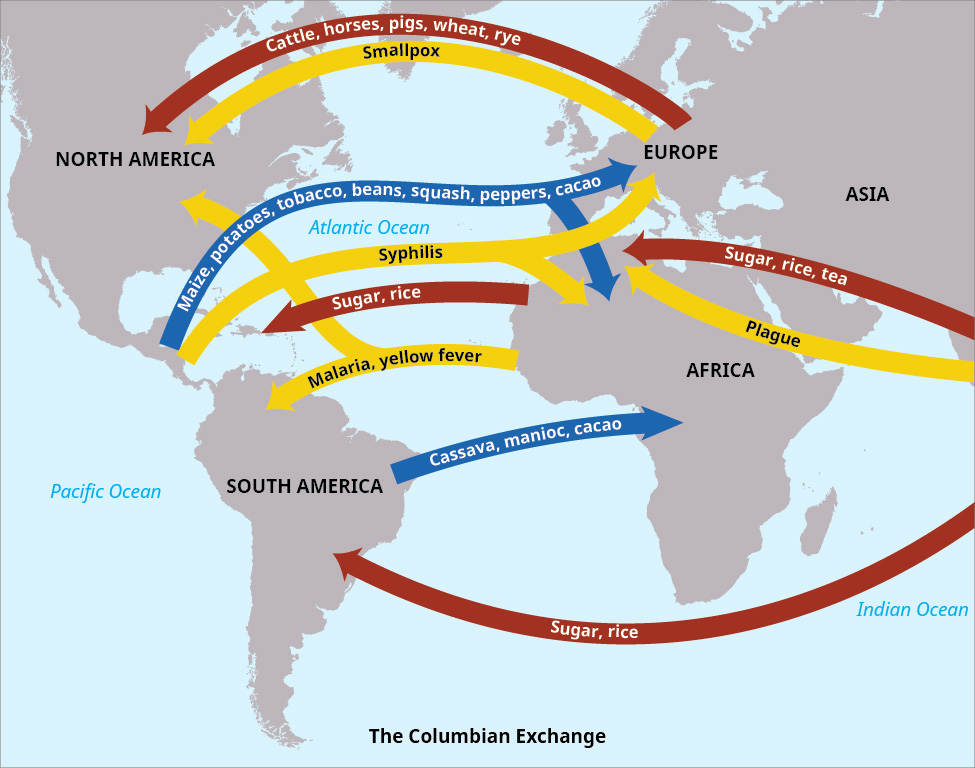
El intercambio colombino de plantas de cultivo, ganado y enfermedades en ambas direcciones entre el Viejo Mundo y el Nuevo Mundo

El término fue acuñado en 1972 por el historiador estadounidense Alfred Crosby en su libro sobre historia ambiental The Columbian Exchange. Fue adoptado rápidamente por otros historiadores y periodistas y se ha vuelto ampliamente conocido.

## Etimología
En 1972, Alfred W. Crosby, historiador estadounidense de la Universidad de Texas en Austin, publicó el libro The Columbian Exchange, acuñando así el término. 

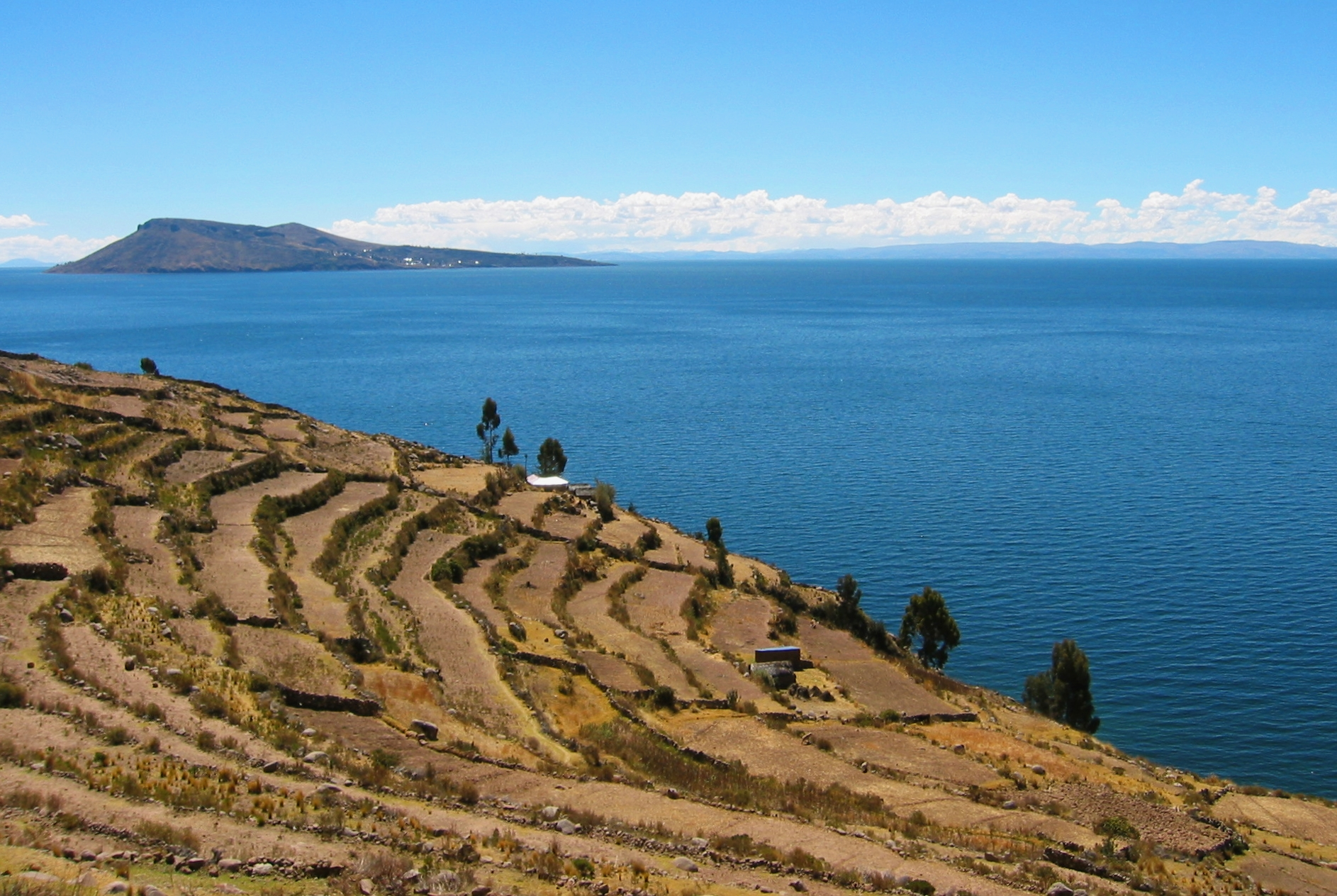
Bancales de época incaica en Taquile, que se utilizan para cultivar alimentos tradicionales andinos como la quinua y las papas, junto con el trigo, una introducción europea.

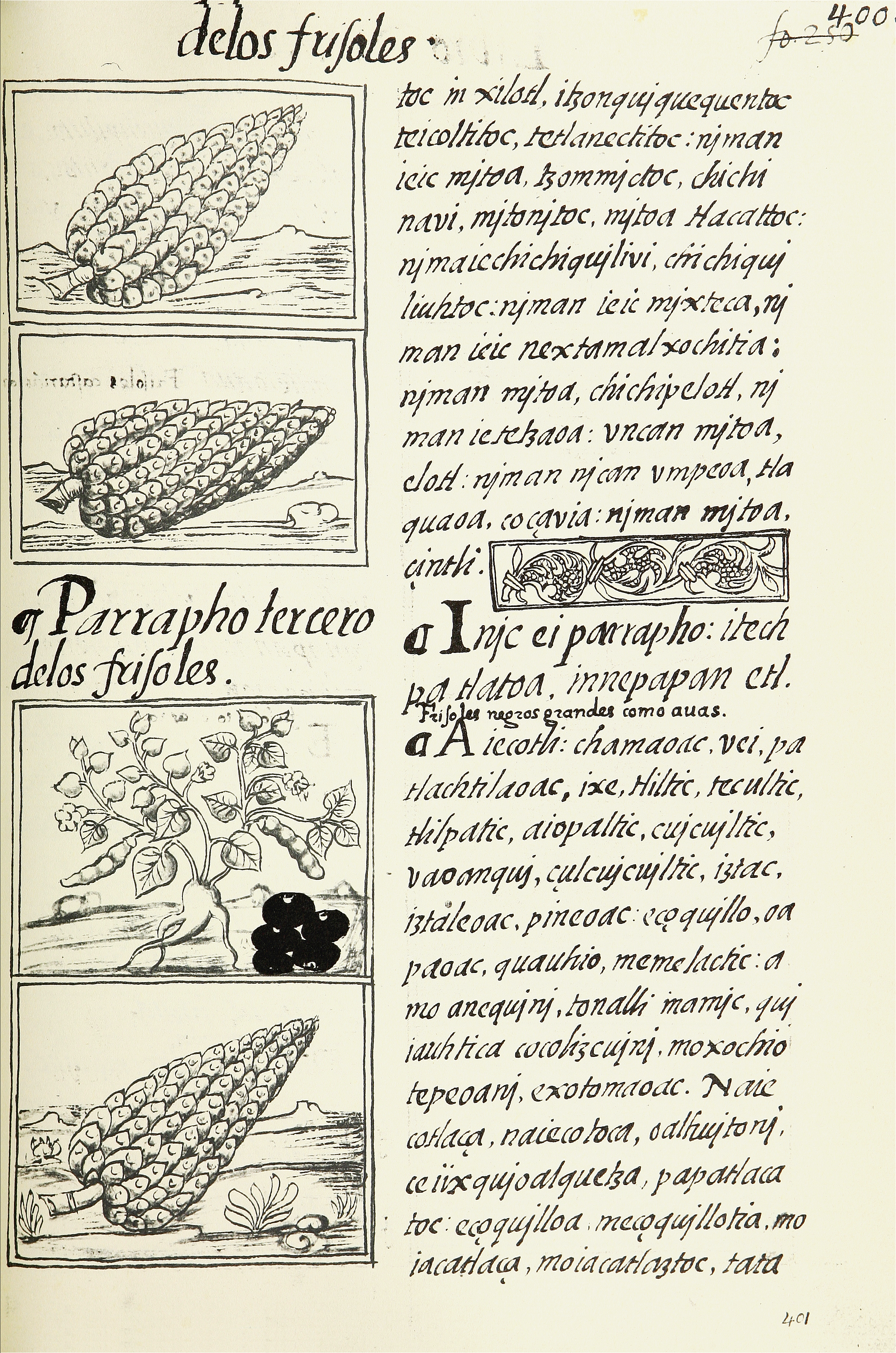
El Códice Florentino del siglo XVI del fraile español Bernardino de Sahagún proporcionó una representación temprana del maíz, una de las plantas que los españoles trajeron al Viejo Mundo.

## Cultivos

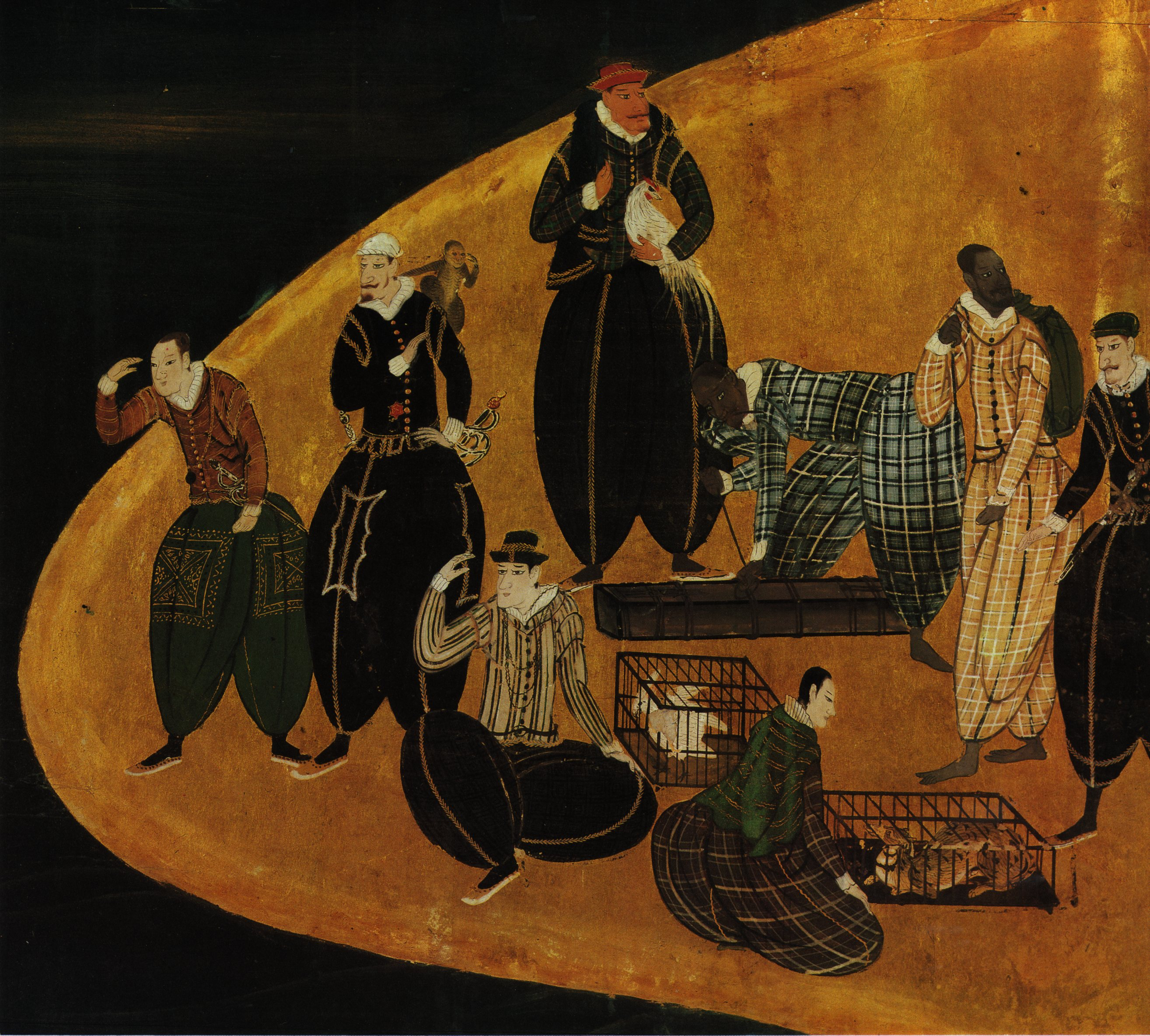
Comerciantes portugueses de animales en Japón; detalle de un panel Nanban (1570-1616)

Varias plantas nativas del continente americano se han extendido por todo el mundo, incluidas la papa, el maíz, el tomate y el tabaco. Antes de 1500, las patatas no se cultivaban fuera de América del Sur. En el siglo XIX se consumían ampliamente en Europa y se habían convertido en cultivos importantes en India y América del Norte. Las patatas finalmente se convirtieron en un alimento básico importante de la dieta en gran parte de Europa, contribuyendo a un estimado del 25% del crecimiento de la población en Afroeurasia entre 1700 y 1900. Muchos gobernantes europeos, incluidos Federico II el Grande, rey de Prusia, y Catalina II la Grande, empreatriz de Rusia, fomentaron el cultivo de la papa.
El maíz y la yuca, introducidos por los portugueses de América del Sur en el siglo XVI, han reemplazado al sorgo y el mijo como los cultivos alimentarios más importantes de África. Los colonizadores españoles del siglo XVI introdujeron nuevos cultivos básicos en Asia desde las Américas, incluidos el maíz y la batata, y contribuyeron así al crecimiento de la población en Asia. A una escala mayor, la llegada de las patatas y del maíz al Viejo Mundo «resultó en mejoras calóricas y nutricionales sobre los alimentos básicos previamente existentes» en toda la masa continental euroasiática, ya que crearon una alimentación más variada y abundante.
Los tomates, que llegaron a Europa desde el Nuevo Mundo a través de España, fueron inicialmente apreciados en Italia principalmente por su valor ornamental. Pero a partir del siglo XIX, las salsas de tomate se volvieron típicas de la cocina napolitana y, en última instancia, de la cocina italiana en general. El café, introducido en América alrededor de 1720 desde África y Medio Oriente, y la caña de azúcar, introducida en América desde el subcontinente indio, se convirtieron en los principales cultivos de exportación de las extensas plantaciones americanas. Introducido en la India por los portugueses, el chile y las patatas se convirtieron en una parte integral de la cocina india.

## Enfermedades
La mayoría de enfermedades del Viejo Mundo de origen conocido, provienen de África o Asia y fueron introducidas en Europa gradualmente. La viruela se originó en África o Asia,la peste en Asia,el cólera en Asia, la gripe en Asia,la malaria en África y Asia,el sarampión viene de la peste bovina en Asia,la tuberculosis en Asia,la fiebre amarilla en África,la lepra en Asia, la fiebre tifoidea en África,la sífilis en América y África, el herpes en África,el zika en África.Todas estas enfermedades fueron primero introducidas en Europa desde Asia y África y luego desde Europa llegaron hasta América.

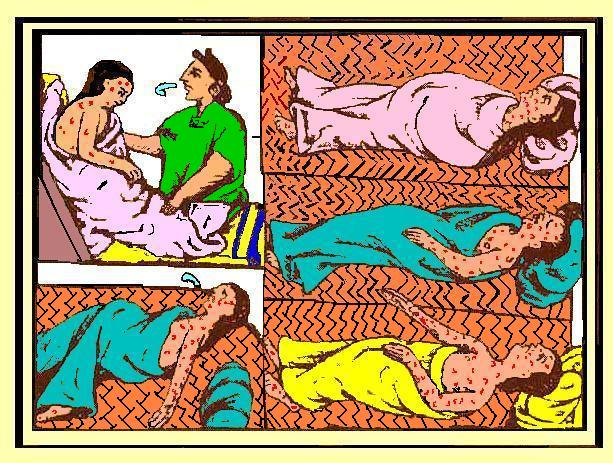
"Epidemia de viruela, Códice Florentino".

Es posible que la primera manifestación del intercambio colombino haya sido la propagación de la sífilis de los nativos caribeños a Europa. La historia de la sífilis ha sido bastante estudiada, pero el origen de la enfermedad sigue siendo motivo de debate.Hay dos hipótesis principales: una propone que la sífilis fue llevada a Europa desde América por la tripulación de Cristóbal Colón a comienzos de la década de 1490, mientras que la otra propone que la sífilis ya existía previamente en Europa pero no había sido reconocida.
Las primeras descripciones escritas de la sífilis en el Viejo Mundo aparecieron en 1493.El primer gran brote de sífilis en Europa ocurrió en 1494 y 1495 entre el ejército de Carlos VIII durante su invasión a Nápoles. Muchos de los miembros de la tripulación de Colón se habían unido a este ejército. Tras la victoria, el ejército de Carlos, en gran medida compuesto de mercenarios, regresó a sus hogares respectivos, esparciendo de esta manera la sífilis a lo largo de Europa, lo que llevó a la muerte de cerca de cinco millones de personas.
El intercambio colombino de enfermedades en la otra dirección fue mucho más mortífero. Antes de 1492, los indígenas del continente no habían estado expuestos a ninguna de las enfermedades infecciosas agudas que durante mucho tiempo habían asolado a la mayor parte de Eurasia y África: sarampión, viruela, varicela, paperas, hepatitis, influenza, tifus, tos ferina, resfriado común, peste negra, cólera, difteria, disentería, encefalitis, pneumonía, meningitis, fiebre escarlata, malaria y fiebre amarilla, entre otras,y tenían poca o ninguna inmunidad contra ellas.Debido a esto y a otras causas, en todo el continente americano, la población cayó entre un 50% y un 95% de 1492 a 1650.Una epidemia de gripe porcina que comenzó en 1493 mató a muchos de los taínos que habitaban las islas del Caribe. La población de la isla de La Española antes del contacto era probablemente de al menos 500 000 personas, pero para 1526 quedaban menos de 500 con vida. La explotación española fue también parte de la causa de la casi extinción de los nativos.
En 1518 se registró por primera vez la viruela en América y se convirtió en la enfermedad importada más mortífera del Viejo Mundo. Se calcula que el 40% de las 200 000 personas que vivían en la capital azteca de Tenochtitlán, más tarde Ciudad de México, murieron de viruela en 1520, durante la guerra de los aztecas con el conquistador Hernán Cortés. Epidemias, posiblemente de viruela y propagadas desde Centroamérica, devastaron la población del Imperio inca pocos años antes de la llegada de los españoles. Los estragos de las enfermedades del Viejo Mundo y la explotación española redujeron la población mexicana de unos 20 millones de habitantes a apenas más de un millón en el siglo XVI.
La población indígena de Perú disminuyó de unos 9 millones en la época precolombina a 600.000 en 1620. Se calcula que entre el 80% y el 95% de la población indígena murió en epidemias en los primeros 100-150 años posteriores a 1492. Nunn y Qian también hacen referencia a los cálculos del científico David Cook, según los cuales en algunos casos ninguna persona sobrevivió debido a las enfermedades. Las enfermedades más mortíferas del Viejo Mundo en América fueron la viruela, el sarampión, la tos ferina, la varicela, la peste bubónica, el tifus y la malaria.